# Saidy Janko
Saidy Janko (ur. 22 października 1995 w Zurychu) – gambijski piłkarz grający na pozycji prawego obrońcy. Od 2020 jest zawodnikiem klubu Real Valladolid.

## Kariera piłkarska
Swoją piłkarską karierę Janko rozpoczął w klubie FC Zürich. W latach 2012–2013 grał w jego rezerwach w trzeciej lidze szwajcarskiej. W 2014 roku został zawodnikiem Manchesteru United, jednak nie zdołał zaliczyć debiutu w pierwszym zespole. Na początku 2015 wypożyczono go do grającego w Championship, Boltonu Wanderers, w którym swój debiut zaliczył 10 lutego 2015 w zwycięskim 3:1 domowym meczu z Fulham, w którym strzelił gola. W Boltonie spędził pół roku.
W lipcu 2015 Janko został zawodnikiem Celtiku. Swój debiut w nim zanotował 1 sierpnia 2015 w zwycięskim 2:0 domowym meczu z Ross County. W sezonie 2015/2016 wywalczył z Celtikiem mistrzostwo Szkocji, a w sezonie 2016/2017 sięgnął z nim po dublet - mistrzostwo i Puchar Szkocji.
W sierpniu 2016 w trakcie sezonu 2016/2017 Janko został wypożyczony do Barnsley. Zadebiutował w nim 13 września 2016 w zwycięskim 4:0 wyjazdowym meczu z Wolverhampton Wanderers. W Barnsley spędził rok.
W lipcu 2017 Janko przeszedł do AS Saint-Étienne. Swój debiut w nim zaliczył 5 sierpnia 2017 w wygranym 1:0 domowym meczu z OGC Nice. W Saint-Étienne grał przez rok.
W lipcu 2018 Janko odszedł za 2,2 miliona euro do FC Porto. W sierpniu 2018 został z niego wypożyczony do Nottingham Forest. W nim swój debiut zanotował 15 września 2018 w zremisowanym 0:0 wyjazdowym meczu ze Swansea City. W Nottingham grał przez rok.
Latem 2019 Janko trafił na wypożyczenie z Porto do BSC Young Boys. Zadebiutował 28 lipca 2019 w zwycięskim 1:0 wyjazdowym spotkaniu z Neuchâtel Xamax. W sezonie 2019/2020 sięgnął z nim po dublet - mistrzostwo i Puchar Szwajcarii.
1 października 2020 Janko został piłkarzem Realu Valladolid, który zapłacił za niego 1,9 miliona euro. Swój debiut w nim zaliczył 25 października 2020 w przegranym 0:2 domowym meczu z Deportivo Alavés. W sezonie 2020/2021 spadł z Realem do Segunda División.
| Sezon   | Klub               | Kraj       | Rozgrywki        | Mecze | Gole |
| ------- | ------------------ | ---------- | ---------------- | ----- | ---- |
| 2012/13 | FC Zürich II       | Szwajcaria | Promotion League | 2     | 0    |
| 2013/14 | FC Zürich II       | Szwajcaria | Promotion League | 3     | 0    |
| 2013/14 | Manchester United  | Anglia     | Premier League   | 0     | 0    |
| 2014/15 | Manchester United  | Anglia     | Premier League   | 0     | 0    |
| 2014/15 | Bolton Wanderers   | Anglia     | Championship     | 10    | 1    |
| 2015/16 | Celtic             | Szkocja    | Premier League   | 10    | 0    |
| 2016/17 | Celtic             | Szkocja    | Premier League   | 2     | 0    |
| 2016/17 | Barnsley           | Anglia     | Championship     | 14    | 1    |
| 2017/18 | AS Saint-Étienne   | Francja    | Ligue 1          | 21    | 0    |
| 2017/18 | AS Saint-Étienne B | Francja    | CFA 2            | 4     | 0    |
| 2018/19 | Nottingham Forest  | Anglia     | Championship     | 15    | 0    |
| 2019/20 | BSC Young Boys     | Szwajcaria | Super League     | 33    | 0    |
| 2020/21 | Real Valladolid    | Hiszpania  | Primera División | 19    | 0    |

## Kariera reprezentacyjna
Janko grał w młodzieżowych reprezentacjach Szwajcarii na szczeblach U-18, U-19, U-20 i U-21. W reprezentacji Gambii zadebiutował 9 października 2021 w przegranym 1:2 towarzyskim meczu ze Sierra Leone, rozegranym w Al-Dżadidze. W 2022 roku został powołany do kadry na Puchar Narodów Afryki 2021. Rozegrał na nim trzy mecze: grupowe z Mali (1:1) i z Tunezją (1:0) i ćwierćfinałowy z Kamerunem (0:2).